# 八巻芳夫
八巻 芳夫（やまき よしお、1899年11月10日 - 1990年）は、日本の土木技術者、都市計画家。仙台市の戦災復興都市計画に従事・尽力。
青葉通り、定禅寺通りのケヤキ並木道の設計者。丸森町出身。
東北帝国大学附属工学専門部/旧制仙台高等工業学校土木工学科卒業後、朝鮮総督府に勤務。総督府で地方出先の土木課長などを歴任。朝鮮時代に乱伐された山林をみて緑のない地方道は次々に並木を整備していったという。
1946年に帰国し、仙台市に勤務。仙台市戦災復興局建設部公営課長から後に建設局復興部長、建設局長を歴任。1959年からは仙台市技監。1966年に退職。その後土地区画整理審議会全国連合会などに関わる。
八巻の著作を研究した天野によると、仙台市街地では戦災復興時に道路覆員の拡張を実施し、通の道路工事が終わった1951年（昭和26年）から植栽を開始するが、街路樹のケヤキが今日のような大樹に生長できたのも、このとき十分な道路幅を確保したことが大きいとみている。そのうち仙台駅から東二番丁線までは幅員50メートル、東二番丁から大町頭までは36メートルとしている。定禅寺通は定禅寺・錦町線の一部の愛称であるが全幅員は46メートル確保しているが、この通りについては早くから並木をケヤキということで定められていたという。他の街路の樹種については風格があって樹幹が大きくなる11種類を候補に挙げ、その上でニレとケヤキを選定し、樹形が美しいこと、仙台の気候風土に合うこと、近くの台原国有林に適当なケヤキ林があったことなどからその中でケヤキを選定し、最終的に営林署とも相談し営林署の近くにあったケヤキとトチの木の中から、苗木で多くあったケヤキを購入することができたとしている。さらに電柱の地中化工事を英断し、無電柱化の実現については国から表彰も受けているという。

## おもな著作
- 『杜の都仙台市の街路樹』私家版（編著、昭和51年、宝文堂出版）
- 「区画処理施行中の火災跡地処理の一事例について」（『新都市』1955年9月号 都市計画協会）
- 「勾当台公園のヒマラヤスギについて」 昭和23年
- 「仙台市復興事業の概要」（『新都市』 16(10), 1962年10月号）
- 「仙台都市復興土地区画整理」（『戦災復興余話』より）

## 参考
- 今泉清『杜の都のシンボル青葉通り誕生劇“曲直問答”実録』宝文堂（1987年）
- 仙台市開発局『戦災復興余話』宝文堂（昭和55年)
- 仙台市戦災復興計画 昭和34年 戦災復興誌7巻建設省発行
- 仙台市史（特別編1自然）
- 戦災復興土地区画整理事業 昭和52年10月27日 仙台市開発局